# Mad World
«Mad World» es una canción interpretada por la banda británica Tears for Fears, lanzada en 1982 como el segundo sencillo de su álbum debut, The Hurting. La canción fue el primer éxito de la banda, llegando al puesto 3 de la UK Singles Chart.

## Antecedentes
«Mad World» fue originalmente escrito en guitarra acústica cuando Orzabal tenía 19 años, tras inspirarse para escribir una canción new wave al estilo de "Girls on Film" de Duran Duran. Después de algunos intentos fallidos con Orzabal en las vocales, sugirió que Smith la cantara y "de repente sonó fabuloso".
«Mad World» estaba destinada a ser el lado B del segundo sencillo de la banda "Pale Shelter (You Don't Give Me Love)", pero su compañía discográfica indicó que "Mad World" podría ser un sencillo por sí solo. La banda entonces optó por regrabar "Mad World" con los productores Ross Cullum y Chris Hughes, siendo este último un ex baterista de Adam and the Ants.

## Video musical
El video musical de la canción fue dirigido por Clive Richardson y filmado durante el verano de 1982. Fue el primer vídeo de Tears for Fears. En él se muestra a Curt Smith cantando y mirando hacia fuera por una ventana mientras Roland Orzabal realiza un extraño baile fuera de la casa.
En el estudio de grabación, Roland solía hacer este baile cuando se estaba divirtiendo. Según David Bates (empleado de Phonogram), nunca había visto a nadie bailar de esa manera, le resultaba un baile extraño, pero único. Por ello, lo incluyeron en el vídeo.

## Listado de canciones
| Sencillo de 7 pulgadas (Estados Unidos y Reino Unido) |                    |          |  |
| N.º                                                   | Título             | Duración |  |
| 1.                                                    | «Mad World»        | 3:32     |  |
| 2.                                                    | «Ideas As Opiates» | 3:54     |  |

| Sencillo de 7 pulgadas (Australia, Europa, Sudáfrica) |                           |          |  |
| N.º                                                   | Título                    | Duración |  |
| 1.                                                    | «Mad World» (World Remix) | 3:30     |  |
| 2.                                                    | «Ideas As Opiates»        | 3:54     |  |

| Sencillo doble de 7 pulgadas (Reino Unido) |                               |          |  |
| N.º                                        | Título                        | Duración |  |
| 1.                                         | «Mad World»                   | 3:32     |  |
| 2.                                         | «Mad World» (World Remix)     | 3:30     |  |
| 3.                                         | «Suffer the Children» (remix) | 4:15     |  |
| 4.                                         | «Ideas As Opiates»            | 3:54     |  |

| Sencillo de 12 pulgadas (Reino Unido) |                         |          |  |
| N.º                                   | Título                  | Duración |  |
| 1.                                    | «Mad World»             | 3:32     |  |
| 2.                                    | «Ideas As Opiates»      | 3:54     |  |
| 3.                                    | «Saxophones As Opiates» | 3:54     |  |

## Listas de popularidad
| Lista (1982/1983)             | Posición más alta |
| ----------------------------- | ----------------- |
| Australian Singles Chart      | 12                |
| Irish Singles Chart           | 6                 |
| Listas musicales de Alemania  | 21                |
| Listas musicales de Sudáfrica | 2                 |
| New Zealand Singles Chart     | 25                |
| Swiss Record Charts           | 10                |
| UK Singles Chart              | 3                 |

## Versión de Michael Andrews y Gary Jules
En 2001, Michael Andrews y Gary Jules grabaron una versión para la banda sonora de la película Donnie Darko. A diferencia de la canción original, esta versión usa un estilo balada y es mucho más lenta. La canción fue un éxito comercial, llegando a ocupar posiciones altas en varias listas de popularidad alrededor del mundo. "Mad World" obtuvo el título del número uno en la lista de sencillos del Reino Unido el 21 de diciembre de 2003. Permaneció en el número uno durante tres semanas consecutivas. Sin embargo, el éxito de la canción en el Reino Unido no se tradujo a Estados Unidos, donde alcanzó el puesto número 30 en la lista de Modern Rock Tracks de Billboard en la edición del 27 de marzo de 2004.
Michel Gondry realizó un video para la canción en 2004.

### Listado de canciones
| CD1 |                                   |          |  |
| N.º | Título                            | Duración |  |
| 1.  | «Mad World»                       | 3:06     |  |
| 2.  | «No Poetry»                       | 3:59     |  |
| 3.  | «Mad World» (versión alternativa) | 3:37     |  |

| CD2 |                              |          |  |
| N.º | Título                       | Duración |  |
| 1.  | «Mad World» (Grayed Out Mix) | 6:45     |  |
| 2.  | «The Artifact & Living»      | 2:26     |  |
| 3.  | «Mad World» (video)          | 3:20     |  |

### Listas de popularidad
| Lista                             | Posición más alta |
| --------------------------------- | ----------------- |
| Australian Singles Chart          | 28                |
| Billboard Alternative Songs       | 30                |
| Billboard Canadian Hot 100        | 1                 |
| Irish Singles Chart               | 2                 |
| Listas musicales de Dinamarca     | 3                 |
| Listas musicales de Dinamarca     | 6                 |
| Listas musicales de Portugal      | 1                 |
| Nederlandse Top 40 (Países Bajos) | 4                 |
| Ö3 Austria Top 40                 | 13                |
| New Zealand Singles Chart         | 37                |
| Sverigetopplistan (Suecia)        | 10                |
| Swiss Record Charts               | 53                |
| UK Singles Chart                  | 1                 |
| Ultratop 50 (Flandes)             | 23                |

## Otras versiones
KJ Apa, Camila Mendes y Lili Reinhart hicieron una versión para la segunda temporada de la serie Riverdale.
Además, múltiples artistas han realizado versiones de «Mad World». Entre ellos están Demi Lovato Twenty One Pilots, Nicola Sirkis, Adam Lambert, Harakiri for the Sky Finch, Brainclaw, Pentatonix, Evergreen Terrace, Die Toten Hosen, Closterkeller, Wise Guys, Tara MacLean, Gregorian, Melanie Peres, Elisa Toffoli, Paul Kalkbrenner, Renée Fleming, Cody Frost o R.E.M..